# Autorité pour l'aménagement de la Vallée du Bandama
L’Autorité pour l'aménagement de la Vallée du Bandama (AVB) est une société d'Etat pour l'Aménagement du territoire et de développement régional mise en place de 1969 à 1980 dans la région de la Vallée du Bandama, au centre de la Côte d'Ivoire. Son programme a été initialement conçu autour de la création du barrage de Kossou prévu pour produire 530 millions de kWh d'énergie électrique en permettant d'une part, le développement de la pêche sur le lac artificiel créé et, d'autre part, l'intensification de l'agriculture autour de celui-ci. La zone inondée par le barrage hydroélectrique de Kossou occupe une superficie trois fois supérieure à celle du lac Léman, et a nécessité, pour la mise en œuvre du programme, le déplacement de plus de 100 000 personnes issues de 150 villages engloutis.
L'AVB était dirigée par Aoussou Koffi.